# Campionati europei di badminton 2025
I Campionati europei di badminton 2025 si sono svolti a Horsens, in Danimarca, dall'8 al 13 aprile 2025. È stata la 31ª edizione del torneo, organizzato dalla Badminton Europe.

## Montepremi
Il montepremi totale ammonta a  US$500,000 che è distribuito secondo le indicazioni di massima della BWF.
| Evento    | Vincitore | Finalista | Semifinale | Quarti | Ottavi | Sedicesimi |
| Singolare | $35,000   | $17,000   | $7,000     | $2,750 | $1,500 | $500       |
| Doppio    | $37,000   | $17,500   | $7,000     | $3,125 | $1,625 | $500       |

## Podi
| Evento              | Oro                             | Argento                                 | Bronzo                            |
| Singolare maschile  | Alex Lanier                     | Toma Junior Popov                       | Aria Dinata                       |
| Singolare maschile  | Alex Lanier                     | Toma Junior Popov                       | Christo Popov                     |
| Singolare femminile | Line Kjærsfeldt                 | Kirsty Gilmour                          | Julie Dawall Jakobsen             |
| Singolare femminile | Line Kjærsfeldt                 | Kirsty Gilmour                          | Vivien Sándorházi                 |
| Doppio maschile     | Christo Popov Toma Junior Popov | Éloi Adam Léo Rossi                     | Daniel Lundgaard Mads Vestergaard |
| Doppio maschile     | Christo Popov Toma Junior Popov | Éloi Adam Léo Rossi                     | Rasmus Kjær Frederik Søgaard      |
| Doppio femminile    | Gabriela Stoeva Stefani Stoeva  | Natasja P. Anthonisen Maiken Fruergaard | Debora Jille Sara Thygesen        |
| Doppio femminile    | Gabriela Stoeva Stefani Stoeva  | Natasja P. Anthonisen Maiken Fruergaard | Margot Lambert Camille Pognante   |
| Doppio misto        | Jesper Toft Amalie Magelund     | Thom Gicquel Delphine Delrue            | Mads Vestergaard Christine Busch  |
| Doppio misto        | Jesper Toft Amalie Magelund     | Thom Gicquel Delphine Delrue            | Julien Maio Léa Palermo           |

## Medagliere
| Posiz. | Nazione     | Oro | Argento | Bronzo | Totale |
| ------ | ----------- | --- | ------- | ------ | ------ |
| 1      | Francia     | 2   | 3       | 3      | 8      |
| 2      | Danimarca   | 2   | 1       | 4.5    | 7.5    |
| 3      | Bulgaria    | 1   | 0       | 0      | 1      |
| 4      | Scozia      | 0   | 1       | 0      | 1      |
| 5      | Croazia     | 0   | 0       | 1      | 1      |
| 5      | Ungheria    | 0   | 0       | 1      | 1      |
| 7      | Paesi Bassi | 0   | 0       | 0.5    | 0.5    |
| Totale | Totale      | 5   | 5       | 10     | 20     |